# Lista över de största förövarna under Förintelsen
Detta är en lista över de största förövarna under Förintelsen.
| Namn                 | Foto | Födelsedatum      | Dödsdatum         | Ålder vid sin död   | Roll | Öde |
| -------------------- | ---- | ----------------- | ----------------- | ------------------- | --- | --- |
| Adolf Hitler         |      | 20 april 1889     | 30 april 1945     | 56 år och 10 dagar  | Ledare av Nazistpartiet under Tredje riket Führer och rikskansler | Begick självmord genom skjutning |
| Heinrich Himmler     |      | 7 oktober 1900    | 23 maj 1945       | 44 år och 228 dagar | Reichsführer-SS Chef över Einsatzgruppen Riksinrikesminister | Arresterad och begick sedan självmord genom att bita sönder en cyanidkapsel |
| Reinhard Heydrich    |      | 7 mars 1904       | 4 juni 1942       | 38 år och 89 dagar  | Chef för Rikssäkerhetsöverstyrelsen Riksprotektor för Böhmen-Mähren (ställföreträdande) | Mördad i Operation Anthropoid |
| Adolf Eichmann       |      | 19 mars 1906      | 31 maj 1962       | 56 år och 73 dagar  | Chef för Rikssäkerhetsöverstyrelsen (RSHA, avdelning IV-B4). Beordrad av Reinhard Heydrich att underlätta och hantera massdeportationerna av judar till getton och förintelseläger i Östeuropa. | Försökte undvika arrestering efter kriget genom att fly till Argentina 1950 men upptäcktes senare där och kidnappades till Israel av israeliska agenter i maj 1960. Åtalad och avrättad genom hängning 1962. |
| Hermann Göring       |      | 12 januari 1893   | 15 oktober 1946   | 53 år och 276 dagar | Befälhavare för Luftwaffe Tyska riksdagens talman Riksminister för luftfart | Dömd till döden genom hängning, men innan det skedde begick han självmord genom att svälja en cyanidkapsel.                                                                                                  |
| Heinrich Müller      |      | 28 april 1900     |                   |                     | SS-Gruppenführer och generallöjtnant i polisen, chef för Gestapo 1939–1945 | Försvunnen. Eventuellt dödad i Berlin i maj 1945 (obekräftat). |
| Odilo Globocnik      |      | 21 april 1904     | 31 maj 1945       | 41 år och 40 dagar  | SS- und Polizeiführer i Generalguvernementet Chef för Operation Reinhard | Begick självmord genom att bita sönder en cyanidkapsel |
| Theodor Eicke        |      | 17 oktober 1892   | 26 februari 1943  | 50 år och 132 dagar | En viktig person i skapandet av koncentrationsläger. Befälhavare för 3. SS-Panzer-Division Totenkopf, som blev ökända för sina krigsbrott. | Stupad i strid |
| Richard Glücks       |      | 22 april 1889     | 10 maj 1945       | 56 år och 18 dagar  | Chef för Inspektoratet för koncentrationslägren inom SS-Wirtschafts- und Verwaltungshauptamt. | Begick självmord genom att bita sönder en cyanidkapsel. |
| Ernst Kaltenbrunner  |      | 4 oktober 1903    | 16 oktober 1946   | 43 år och 12 dagar  | Chef för Rikssäkerhetsöverstyrelsen 1943–1945 Ordförande för Interpol | Dömd till döden och avrättad genom hängning |
| Joseph Goebbels      |      | 29 oktober 1897   | 1 maj 1945        | 47 år och 184 dagar | Riksminister för folkupplysning och propaganda Tredje rikets andra rikskansler | Begick självmord genom skjutning |
| Hans Frank           |      | 23 maj 1900       | 16 oktober 1946   | 46 år och 146 dagar | Generalguvernör för Generalguvernementet | Dömd till döden och avrättad genom hängning. |
| Arthur Seyss-Inquart |      | 22 juli 1892      | 16 oktober 1946   | 54 år och 86 dagar  | Rikskommissarie för Nederländerna efter dess erövring, och ställföreträdande generalguvernör under Hans Frank i det ockuperade Polen | Dömd till döden och avrättad genom hängning |
| Kurt Daluege         |      | 15 september 1897 | 24 oktober 1946   | 49 år och 39 dagar  | Chef för Ordnungspolizei Ställföreträdande riksprotektor för Böhmen-Mähren Organiserade massakrerna i de tjeckiska byarna Lidice och Ležáky efter mordet på Heydrich. | Dömd till döden och avrättad genom hängning. |
| Hans Günther         |      | 22 augusti 1910   | 5 maj 1945        | 34 år och 256 dagar | Äldre bror till Rolf Günther; chef för Zentralstelle für jüdische Auswanderung i Prag (1939-1945). Direkt ansvarig för den slutgiltiga lösningen i Böhmen-Mähren | Dödad av tjeckiska partisaner under upproret i Prag i maj 1945 |
| Rolf Günther         |      | 8 januari 1913    | 15 augusti 1945   | 32 år och 219 dagar | Adolf Eichmanns ställföreträdare i Gestapo avdelning IV:B4 som handhade judeangelägenheter och utvandring. Övervakare av deportationerna av judar till koncentrationsläger och övervakade personligen deportationerna av grekiska judar. Chef för Säkerhetspolisen och SD i Wien (1943-1944) och i Prag (1944-1945) | Internerades i ett amerikanskt krigsfångeläger maj 1945; begick självmord genom att bita sönder en cyanidkapsel i augusti 1945.                                                                              |
| Franz Novak          |      | 10 januari 1913   | 21 oktober 1983   | 70 år och 284 dagar | Adolf Eichmanns ställföreträdare i avdelningen som handhade judeangelägenheter; samordnare kring logistik och tidsplan för tågdeportationer av judar enligt Rolf Günther (RSHA avdelning IV-B4-a- "Transport"). | Arresterad 1961; åtalad och frikändes 1964 och 1966. Dömd till 9 års fängelse 1969; straffet sänktes till 7 år 1972; benådades av Österrikes president 1974.                                                 |
| Oswald Pohl          |      | 30 juni 1892      | 8 juni 1951       | 58 år och 343 dagar | Chef för SS:s ekonomi- och förvaltningsmyndighet (SS-WVHA), ansvarade för koncentrationslägrens ekonomi, administration och logistik. | Dömd till döden och avrättad genom hängning |
| Arthur Greiser       |      | 22 januari 1897   | 21 juli 1946      | 49 år och 180 dagar | Gauleiter och riksståthållare för Reichsgau Wartheland; aktiv deltagare i att organisera förintelsen i Polen | Dömd till döden och avrättad genom hängning |
| Alois Brunner        |      | 8 april 1912      | cirka 2010        | cirka 98            | Adolf Eichmanns ställföreträdare, organiserade deportationerna av minst 140 000 judar från Frankrike, Grekland, Slovakien och Österrike. Kommendant för Interneringslägret Drancy | Flydde till Egypten omkring 1954, flydde sedan till Syrien. Var konsult till Hafez al-Assad om tortyrmetoder. Dog i Syrien av naturliga orsaker omkring 2010.                                                |
| Theodor Dannecker    |      | 27 mars 1913      | 10 december 1945  | 32 år och 258 dagar | Adolf Eichmanns ställföreträdare, avdelningschef för judeangelägenheter i Paris från september 1940 till juli 1942. Ansvarig för den slutgiltiga lösningen i Bulgarien, Balkan och Ungern (från 1943). | Greps av amerikanska militären. Begick självmord genom hängning. |
| Martin Bormann       |      | 17 juni 1900      | 2 maj 1945        | 44 år och 319 dagar | Chef för det nazistiska partikansliet, Adolf Hitlers privatsekreterare. | Dömd till döden genom hängning in absentia. Tros ha begått självmord för att undvika att bli tillfångatagen i Berlin. Hans begravda kropp påträffades inte förrän 1972; slutgiltigt identifierad 1998.       |
| Alfred Rosenberg     |      | 12 januari 1893   | 16 oktober 1946   | 53 år och 277 dagar | Nazistisk ideolog och chef för Riksministeriet för de ockuperade östområdena | Dömd till döden och avrättad genom hängning |
| Rudolf Brandt        |      | 2 juni 1909       | 2 juni 1948       | 39 år och 0 dagar   | Departementsråd i riksinrikesministeriet och Heinrich Himmlers personlige assistent | Dömd till döden och avrättad genom hängning |
| Roland Freisler      |      | 30 oktober 1893   | 3 februari 1945   | 51 år och 96 dagar  | Framstående advokat, domare och statssekreterare i Riksjustitieministeriet och ordförande i folkdomstolen (Volksgerichtshof) i Nazityskland. Mellan 1942 och 1945 avkunnades mer än 5 000 dödsdomar ut och av dessa 2 600 genom domstolens första senat, som Freisler ledde                                         | Dödades under ett allierat bombangrepp |
| Wilhelm Keitel       |      | 22 september 1882 | 16 oktober 1946   | 64 år och 24 dagar  | Krigsminister och chef för den tyska krigsmaktens överkommando | Dömd till döden och avrättad genom hängning |
| Hermann Höfle        |      | 19 juni 1911      | 20 augusti 1962   | 51 år och 62 dagar  | Samordnare och chef för förintelseprogrammet Operation Reinhard | Arresterad; begick självmord genom hängning i sin cell i Wien i augusti 1962 |
| Richard Thomalla     |      | 23 oktober 1903   | 12 maj 1945       | 41 år och 201 dagar | Chef för uppförandet av förintelselägren Bełżec, Sobibór och Treblinka under Operation Reinhard | Greps och avrättades av den sovjetiska säkerhetstjänsten NKVD i maj 1945 (förmodat) |
| Erwin Lambert        |      | 7 december 1909   | 15 oktober 1976   | 66 år och 313 dagar | Chef för uppförandet av gaskammare under Operation Reinhard | Arresterades, men frikändes |
| Karl Steubl          |      | 25 oktober 1910   | 21 september 1945 | 34 år och 331 dagar | Befälhavare för transportenheter under Operation Reinhard | Arresterades; begick självmord |
| Karl Bischoff        |      | 9 augusti 1897    | 2 oktober 1950    | 53 år och 54 dagar  | Chef för Waffen-SS:s byggnadsinspektion, och under vars ledning gaskamrarna och krematorierna i Auschwitz-Birkenau uppfördes | Dog utan att ha blivit misstänkt för brott |
| Christian Wirth      |      | 24 november 1885  | 26 maj 1944       | 58 år och 184 dagar | Inspektör av Aktion T4 och Operation Reinhard; Kommendant för förintelselägret Bełżec 17 mars 1942-slutet av augusti 1942 | Stupad i strid |
| Rudolf Höss          |      | 25 november 1900  | 16 april 1947     | 46 år och 142 dagar | Kommendant för koncentrationslägret Auschwitz 4 maj 1940 - 1 december 1943 | Dömd till döden och avrättad genom hängning |
| Arthur Liebehenschel |      | 25 november 1901  | 24 januari 1948   | 46 år och 64 dagar  | Kommendant för Auschwitz 1 december 1943-8 maj 1944; Kommendant för Majdanek 19 maj 1944-22 juli 1944 | Dömd till döden och avrättad genom hängning |
| Irmfried Eberl       |      | 8 september 1910  | 16 februari 1948  | 37 år och 161 dagar | Kommendant för Treblinka 11 juli 1942-26 augusti 1942 | Arresterad; begick självmord genom hängning |
| Franz Stangl         |      | 26 mars 1908      | 28 juni 1971      | 63 år och 94 dagar  | Kommendant för Sobibór 28 april 1942-30 augusti 1942; Kommendant för Treblinka 1 september 1942-augusti 1943 | Greps den 28 februari 1967; dömdes till livstids fängelse 22 oktober 1970; dog i fängelset 1971 |
| Kurt Franz           |      | 17 januari 1914   | 4 juli 1998       | 84 år och 168 dagar | Kommendant för Treblinka augusti 1943-19 oktober 1943 | Greps den 2 december 1959; dömdes till livstids fängelse 1965; släpptes av hälsoskäl 1993 |
| Franz Reichleitner   |      | 2 december 1906   | 3 januari 1944    | 37 år och 32 dagar  | Kommendant för Sobibór 1 september 1942-17 oktober 1943 | Mördad |
| Gottlieb Hering      |      | 2 juni 1887       | 9 oktober 1945    | 58 år och 129 dagar | Kommendant för Belzec, augusti 1942-juni 1943 | Avled av mystiska hälsokomplikationer |
| Amon Göth            |      | 11 december 1908  | 13 september 1946 | 37 år och 276 dagar | Kommendant för koncentrationslägret Kraków-Plaszów | Dömd till döden och avrättad genom hängning |
| Josef Mengele        |      | 16 mars 1911      | 7 februari 1979   | 67 år och 328 dagar | Nazistisk läkare och humangenetiker som utförde medicinska experiment, särskilt på barn och ett urval av fångar som skulle gasas ihjäl i Auschwitz | Flydde till Brasilien; undgick att arresteras och dog 1979 |
| Karl Hermann Frank   |      | 24 januari 1898   | 22 maj 1946       | 48 år och 118 dagar | Högre SS- och polischef (HSSPF) i Böhmen och Mähren | Avrättad genom hängning |
| Hanns Albin Rauter   |      | 4 februari 1895   | 25 mars 1949      | 54 år och 48 dagar  | Högre SS- och polischef (HSSPF) för Nederländerna | Avrättad genom arkebusering |
| Carl Oberg           |      | 27 januari 1897   | 3 juni 1965       | 68 år och 127 dagar | Högre SS- och polischef för Radom (augusti 1941-maj 1942), högre SS- och polischef för Frankrike (maj 1942-november 1944). Det var den högsta tyska myndigheten i Frankrike för anti-judiska och anti-motstånds operationer                                                                                         | Dömdes till döden 1946, överfördes till franskt förvar och dömdes till döden 1954, omvandlades till livstids fängelse 1958, släpptes i november 1962                                                         |